# Kabestan

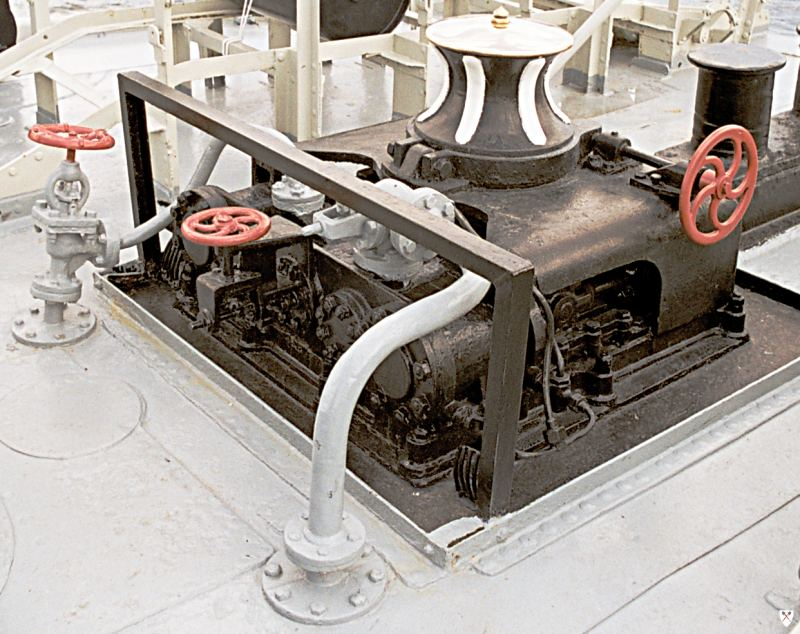
Rufowy kabestan parowy na „Błyskawicy”

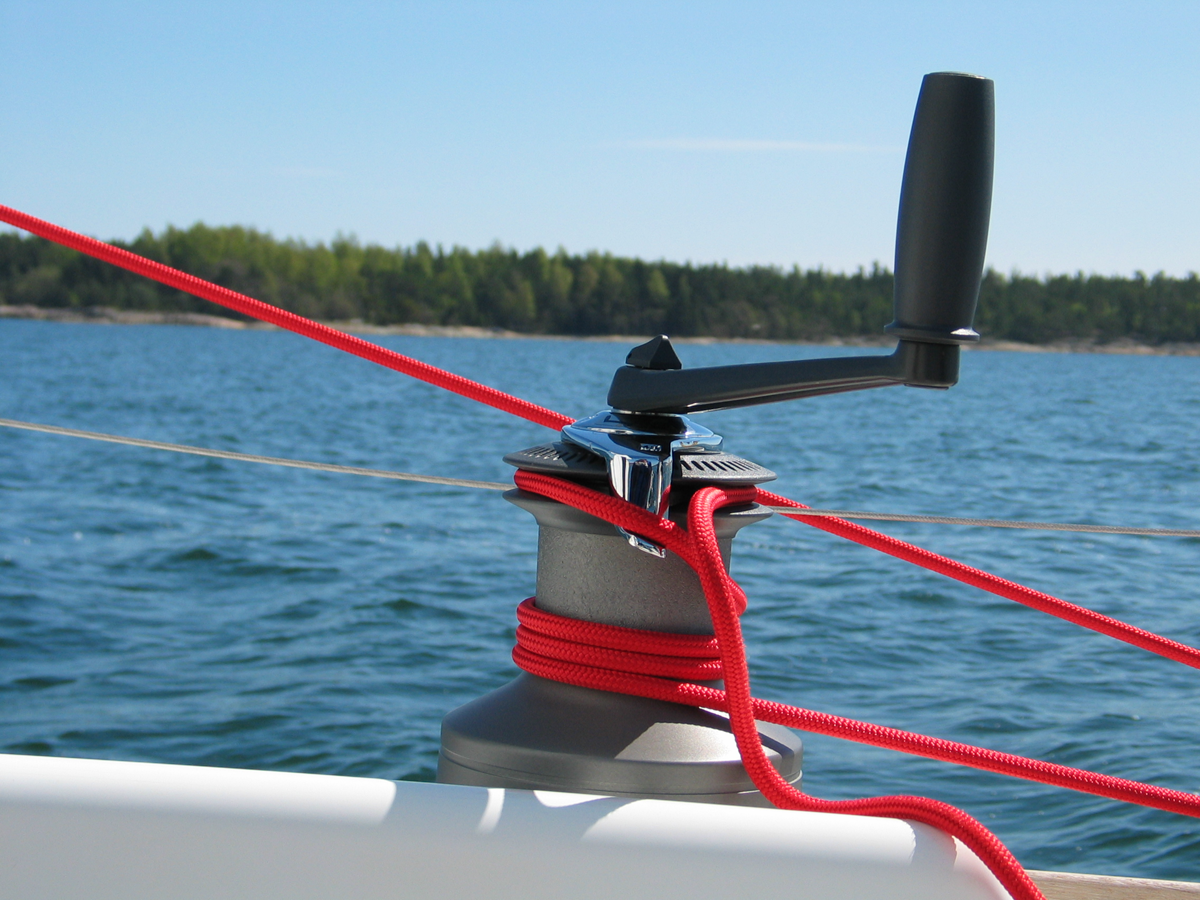
Jednobiegowy, samoknagujący, ręczny kabestan na jachcie żaglowym

Kabestan – urządzenie spotykane zazwyczaj na jednostkach pływających lub w przemyśle, służące do ułatwienia wybierania bądź luzowania lin, łańcuchów będących pod znacznym obciążeniem. W swojej najwcześniejszej formie występował jako trzonek składający się z drewna, zamontowany pionowo na statku. Owijały go liny kilkoma oplotami, powodując większe tarcie, i zabezpieczała go zapadka uniemożliwiająca odwijanie. Zawsze był nawinięty w kierunku ruchu wskazówek zegara (patrząc od góry). Urządzenie uważane jest za hiszpański wynalazek.
Na jednostkach pływających kabestan służy do wciągania (tzw. wybierania) na pokład lin, łańcuchów kotwicznych, cum, a w żeglarstwie także do wybierania lin olinowania ruchomego obsługujących żagle i drzewca. Grubsze liny obsługuje się zazwyczaj cały czas kabestanami, mniejsze tylko podczas końcowego napinania (dociągania).
Dzięki swojej budowie kabestan pozwala uzyskać redukcję siły od kilku do kilkunastu razy w zależności od konstrukcji i rozmiarów. Tarcie występujące pomiędzy kolejnymi oplotami liny oraz bębnem uniemożliwia samoczynne luzowanie. Kabestan może być wyposażony w handszpak, tj. korbę służącą do obracania bębna. Występują kabestany jedno-, dwu- lub trójbiegowe. W pierwszym przypadku handszpak obracany jest zgodnie z ruchem wskazówek zegara. Zmieniając kierunek na przeciwny uzyskuje się drugi bieg. W kabestanach z trzecim biegiem dodatkowe przełożenie następuje po naciśnięciu przełącznika i obracaniu handszpakiem zgodnie z ruchem wskazówek zegara. Kabestany z trzecim biegiem zostały wprowadzone do użytku w 1970 r. przez firmę Lewmar. Innowacją w konstrukcji kabestanów były mechanizmy samociągnące, wykorzystujące knagi samozaciskowe, przez co wolny koniec liny nie musiał być obsługiwany przez członka załogi.
Na jachtach regatowych można spotkać kabestan z szybkim napędem tzw. młynek do kawy. To usytuowana w okolicy śródokręcia duża korba, sprzężona z kabestanami na pokładzie i umożliwiająca szybką i precyzyjną obsługę dowolnie wybranego.
Na starych żaglowcach kabestany były pokaźnych rozmiarów i obsługiwała je grupa marynarzy napierających na handszpaki – drewniane uchwyty wtykane w górną część bębna kabestanu na czas pracy. Na największych jednostkach przy najtrudniejszej czynności – wyrywaniu kotwicy z dna – pracowała czasem niemal cała załoga, a kabestany kotwiczne były nawet kilkupiętrowe, z kilkoma osobami obsługującymi jeden handszpak. Od końca XIX w. zaczęto stosować kabestany parowe, a następnie elektryczne. Małe ręczne kabestany są rozpowszechnione na jachtach żaglowych.

## Etymologia
Słowo pochodzi od starofrancuskiego capestan lub Cabestan(t), od starego prowansalskiego Cabestan z capestre „krążka kręgowego”, od łacińskiego capistrum – uprząż, capiens – połów, uznaje się, że do języka angielskiego weszło z Portugalii w XIV w. za pośrednictwem hiszpańskich żeglarzy w czasie wypraw krzyżowych.

## Nowoczesna forma
Nowoczesne kabestany są zasilane elektrycznie, hydraulicznie, pneumatycznie lub za pośrednictwem wewnętrznego silnika spalinowego. Zwykle montuje się również skrzynię biegów w celu zmniejszenia prędkości, w stosunku do źródła napędu, zwiększenia momentu obrotowego.
Z żeglarskiej terminologii zaczerpnięto nazewnictwo dla wciągarek hydraulicznych w zastosowaniu przemysłowym, służących do przeciągania liny z dużymi siłami z wykorzystaniem momentu obrotowego lub przechowywania ich na bębnach. Wciągarki przemysłowe wyposażone są zwykle w podwójny kabestan z wieloma rowkami redukujący ślizganie się przewodów lub lin. Wersja kabestanów o dużej średnicy spotykana jest w energetyce jako hamownik do hamowania delikatnych przewodów podatnych na złamania takich jak światłowody, OPGW lub aluminiowe z rdzeniem kompozytowym.
Hydraulicznie napędzane kabestany stosowane są w stoczniach, jak również w energetyce do ciągnięcia przewodów w budowie linii wysokiego napięcia oraz w kolejnictwie do wywieszania sieci trakcyjnych i przemieszczania wagonów na krótkich odcinkach.

## Rodzaje
W zależności od funkcji kabestanu wyróżnia się typy:
- Żeglarskie:
  - kotwiczny
  - szotowy
  - fałowy

- Przemysłowe:
  - hydrauliczne
  - mechaniczne
  - spalinowe
  - elektryczne